# José Fernández Santillán
José Florencio Fernández Santillán (Ciudad de México, 20 de mayo de 1953). 
Politólogo mexicano conocido por sus estudios sobre la teoría contractualista del Estado y sus aportaciones al debate sobre la Sociedad Civil y la Democracia, además de ser discípulo y traductor del filósofo italiano Norberto Bobbio. Investigador Nacional Nivel 3.
Actualmente es profesor de planta adscrito a la Escuela Nacional de Educación, Humanidades y Ciencias Sociales del Tecnológico de Monterrey (Campus Ciudad de México). Fue uno de los fundadores, en 1983, de la Escuela de Graduados en Administración Pública—hoy Escuela de Gobierno y Transformación Pública--(EGAP) de esa institución.
Forma parte del Comité Editorial de Ciencia Política del Fondo de Cultura Económica (FCE). 
Ha sido Visiting Scholar de las Universidades de Harvard (2010) y Georgetown (2013). También ha sido Fulbright Scholar in Residence (SIR) de la Universidad de Baltimore (Maryland) (2° Semestre de 2015). 
Forma parte de diversas asociaciones científicas internacionales como las siguientes: International Research Society for Public Management (IRSPM), American Philosophical Asociation (APA), Academy of Political Science (APS).

## Grados académicos
En 1976 se recibió como licenciado en ciencias políticas y administración pública en la Universidad Nacional Autónoma de México (UNAM). Su tesis versó sobre La administración pública en la época colonial. Con ella obtuvo la mención honorífica.
En 1978 se graduó como maestro en ciencia política (UNAM) con la tesis La administración pública del régimen de la revolución. Fue distinguido también con mención honorífica. 
En 1983 obtuvo el título de doctor en historia de las ideas políticas (Universidad de Turín, Italia) con la tesis Hobbes y Rousseau que alcanzó la máxima calificación que otorgan las universidades italianas: 110 lode, digna de ser publicada.
En 1990 se Doctoró en ciencia política (UNAM) con el trabajo Filosofía política de la democracia. Igualmente fue calificado con mención honorífica.

## Reconocimientos académicos
En 1980 ganó el Premio Nacional de administración pública otorgado por el INAP. En 1991 fue distinguido con el Premio Universidad Nacional en el área de ciencias sociales. Es miembro del Sistema Nacional de Investigadores (SNI) desde 1986, logrando alcanzar la máxima categoría en dicho Sistema (nivel 3). Asimismo, es miembro de la Academia Mexicana de Ciencias.

## Obras de José Fernández Santillán
- Hobbes y Rousseau. Entre la autocracia y la democracia, Ed. F.C.E., México, 1988. Presentación de Norberto Bobbio.
- Política y administración pública en México, INAP, México, 1989. (Reeditado por la UAM-A)
- Temas sobre teoría de la administración pública, Cuaderno 2 serie: conferencias, México, 1990.
- Locke y Kant. Ensayos de filosofía política, Ed. F.C.E., México, 1992. Presentación de Michelangelo Bovero.
- Filosofía política de la democracia, Ed. Fontamara, México, 1994.
- Norberto Bobbio: El filósofo y la Política. Antología, Editorial Fondo de Cultura Económica, México, 1996 1a. Edición.

Estudio preliminar y compilación de los textos hecha por José Fernández Santillán. 
- Liberalismo democrático: modelo para armar un país, Océano, México, 1997.
- La democracia como forma de gobierno, IFE, Cuadernos de divulgación de la cultura democrática.[1]
- I dilemmi del liberal-socialismo, Nuova Italia Scientifica, Roma, 1994 (en colaboración con otros especialistas en la materia).

Su libro más reciente se titula: 
- El despertar de la Sociedad Civil. Una perspectiva histórica, Editorial Océano, México, 2003.
- Política, gobierno y sociedad civil, México, Fontamara, 2011.

## Traducciones
Discípulo del filósofo italiano Norberto Bobbio, de quien ha traducido los siguientes libros: 
Origen y fundamentos del poder político, Grijalbo. 
Sociedad y estado en la filosofía política moderna, Fondo de Cultura Económica. 
El futuro de la democracia, Fondo de Cultura Económica. 
La teoría de las formas de gobierno, Fondo de Cultura Económica. 
Liberalismo democrático, Fondo de Cultura Económica.
Estado, gobierno, sociedad, Fondo de Cultura Económica.
Otras traducciones: Ermanno Vitale, Liberalismo y multiculturalismo, Océano.
Es autor de la Antología que lleva por título Norberto Bobbio: el filósofo y la Política, Fondo de Cultura Económica (1996). De dicha obra el propio Bobbio señaló: "Una recopilación tan amplia de mis escritos no ha aparecido ni siquiera en Italia. Este libro podría constituir un modelo y, acaso, también un acicate para algún editor italiano".
Cabe mencionar que en 2004, esta antología fue traducida al portugués por la editorial brasileña Contraponto.

## Publicaciones internacionales
En Italia, junto con otros especialistas en la materia, publicó el libro Los dilemas del socialismo liberal con el patrocinio de la editorial NIS.
En España elaboró el término “Cambio político” incluido en la Enciclopedia Iberoamericana de Filosofía.
En Italia publicó recientemente en la revista Teoría Política, el concepto “Società Civile e Capitale Sociale”, XXIII, n.º 1, 2007, pp. 71-97.
Ha publicado artículos en revistas internacionales especializadas en cuestiones políticas.

## Actividades editoriales
Ha hecho publicaciones en revistas tanto de difusión como científicas, entre las que se encuentran: Nexos, Letras libres, Vuelta y actualmente es asesor editorial de la revista Este País. Desde hace tres años escribe una columna de opinión en el diario mexicano El Universal.